# Greeley (Colorado)
Pour les articles homonymes, voir Greeley.
La ville de Greeley est le siège du comté de Weld, dans l'État du Colorado, aux États-Unis. Selon le recensement de 2010, sa population est de 92 889 habitants.
L'université d'État du Colorado entretient les radars météorologiques CSU-CHILL et Pawnee au nord de la ville.

## Géographie
La municipalité s'étend sur 46,65 milles carrés (120,82 km2).
Au sud de Greeley, se trouvent les villes d'Evans et Garden City et les trois forment ensemble (d'une manière incorrecte) une communauté baptisée de Greeley. Le sud de Greeley/Evans est bordé par la rivière South Platte et la rivière Cache La Poudre coule vers le nord de Greeley.

## Histoire
La ville est nommée en l'honneur de Horace Greeley.

## Personnalités liées à la ville
- Le compositeur Tom Johnson est né à Greeley en 1939.
- L'actrice Amanda Peterson y est née en 1971.

## Démographie
| 1870 | 1880  | 1890  | 1900  | 1910  | 1920   |
| ---- | ----- | ----- | ----- | ----- | ------ |
| 480  | 1 297 | 2 395 | 3 023 | 8 179 | 10 958 |

| 1930   | 1940   | 1950   | 1960   | 1970   | 1980   |
| ------ | ------ | ------ | ------ | ------ | ------ |
| 12 203 | 15 995 | 20 354 | 26 314 | 38 902 | 53 006 |

| 1990   | 2000   | 2010   | - | - | - |
| ------ | ------ | ------ | - | - | - |
| 60 536 | 76 930 | 92 889 | - | - | - |